# Conocybe excedens
Conocybe excedens är en svampart. Conocybe excedens ingår i släktet Conocybe och familjen Bolbitiaceae.

## Underarter
Arten delas in i följande underarter:
- pseudomesospora
- excedens